# Akropol BBK
Akropol BBK, är en basketklubb bildad 1986 i Rinkeby, Sverige. Klubben gick 2003 upp i Svenska basketligan för herrar. 2008 uteslöts laget ut då man inte lämnat in sin balans- och resultaträkning i tid, och Svenska Basketbollförbundet beslutade att förpassa laget till Basketettan.
Akropol BBK bildades i december 1986. Fram till dess var klubben en sektion av Akropolis IF. Det växande antal utövare i Rinkeby och Tensta gjorde det nödvändigt för basketsektionen att bilda en egen förening. Verksamheten ökade i omfattning, till exempel hösten 1990 hade föreningen 450 aktiva spelande ungdomar och med detta kom många stora framgångar. Under åren 1990-96 var klubben i alla finaler i Stockholmsserien, i flera SM (svenska mästerskap) finaler, i Scania cup (inofficiella skandinaviska mästerskap) och i olika turneringar runt om i landet.